# Contea di Xinning
La contea di Xinning (新宁县S, Xīnníng XiànP) è una contea della Cina, situata nella provincia di Hunan e amministrata dalla prefettura di Shaoyang.